# NGC 3837
NGC 3837 és una galàxia el·líptica situada a uns 290 milions d'anys llum a la constel·lació del Lleó. Va ser descoberta per astrònom William Herschel elt 26 d'abril de 1785. NGC 3837 és un membre del cúmul de Lleó.